# Ямаши (Чувашия)
Яма́ши (чув. Ваҫкаҫырми) — деревня в Красночетайском районе Чувашской Республики. Входит в состав Акчикасинского сельского поселения.

## География
Находится в северо-западной части Чувашии на расстоянии приблизительно 4 км на север-северо-запад от районного центра села Красные Четаи.

## История
Известна с 1795 года как выселок деревни Ямашева (ныне село Большое Ямашево Аликовского района), когда здесь было 30 дворов и 192 жителя. В 1869 году было учтено 490 жителей, в 1897 — 86 дворов, 452 жителя, в 1926—160 дворов, 760 жителей, в 1939—772 жителя, в 1979—512. В 2002 году было 147 дворов, в 2010 — 93 домохозяйства. В 1930 году был образован колхоз «Новая жизнь», в 2010 действовало ОАО «Путь Ильича».

## Население
Постоянное население составляло 273 человека (чуваши 100 %) в 2002 году, 211 в 2010.